# یواس‌اس بروکلین (۱۸۵۸)
یواس‌اس بروکلین (۱۸۵۸) (به انگلیسی: USS Brooklyn (1858)) یک کشتی بود که طول آن ۲۳۳ فوت (۷۱ متر) بود. این کشتی در سال ۱۸۵۸ ساخته شد.